# Oak Grove (Luisiana)
Oak Grove es un pueblo ubicado en la parroquia de West Carroll en el estado estadounidense de Luisiana. En el Censo de 2010 tenía una población de 1727 habitantes y una densidad poblacional de 382,56 personas por km².

## Geografía
Oak Grove se encuentra ubicado en las coordenadas 32°51′44″N 91°23′28″O / 32.86222, -91.39111. Según la Oficina del Censo de los Estados Unidos, Oak Grove tiene una superficie total de 4.51 km², de la cual 4.45 km² corresponden a tierra firme y (1.38%) 0.06 km² es agua.

## Demografía
Según el censo de 2010, había 1727 personas residiendo en Oak Grove. La densidad de población era de 382,56 hab./km². De los 1727 habitantes, Oak Grove estaba compuesto por el 66.76% blancos, el 29.36% eran afroamericanos, el 0.58% eran amerindios, el 0.81% eran asiáticos, el 0% eran isleños del Pacífico, el 1.22% eran de otras razas y el 1.27% pertenecían a dos o más razas. Del total de la población el 2.84% eran hispanos o latinos de cualquier raza.